# Proasellus beticus
Proasellus beticus är en kräftdjursart som beskrevs av Henry och Guy Magniez 1992. Proasellus beticus ingår i släktet Proasellus och familjen sötvattensgråsuggor. Inga underarter finns listade i Catalogue of Life.